# Bart Simpson's Treehouse of Horror
Bart Simpson's Treehouse of Horror is een Amerikaanse stripreeks gebaseerd op de Treehouse Of Horror-afleveringen van de animatieserie The Simpsons.

## Achtergrond
De stripserie bestaat sinds september 1995 en wordt gepubliceerd door Bongo Comics. In tegenstelling tot de andere Simpsons stripreeksen, die maandelijks of tweemaandelijks verschijnen, verschijnen de strips uit deze reeks maar 1 keer per jaar. Namelijk tussen september en november.
In het Verenigd Koninkrijk worden de strips herdrukt, maar als onderdeel van de standaard Simpsons strips. Daar staan ze ook wel bekend als de "Simpsons Halloween Annuals."
De serie heeft geen vast team van schrijvers en tekenaars. Geregeld werken er gasttekenaars en –schrijvers mee aan de verhalen.
Een aantal van de strips zijn later herdrukt als paperback boeken.

## Inhoud
De stripserie doet dienst als Bongo Comics’ jaarlijkse halloweenspecial. Net als de afleveringen uit de televisieserie bevat elke strip meerdere korte verhalen waarin de bekende personages uit de animatieserie in een griezelverhaal belanden. Vaak zijn deze verhalen gebaseerd op echt bestaande verhalen of films.
De verhalen uit de strips zijn uniek en niet overgenomen uit de animatieserie.
Homer Simpson · Marge Simpson · Bart Simpson · Lisa Simpson · Maggie Simpson · Abraham Simpson · Patty en Selma Bouvier · Jacqueline Bouvier · Mona Simpson · Santa's Little Helper · Snowball II · Familie Bouvier
Jasper Beardley · Comic Book Guy · Eddie en Lou · Maude Flanders · Ned Flanders · Professor Frink · Barney Gumble · Julius Hibbert · Lionel Hutz · Eerwaarde Lovejoy · Kapitein Horatio McCallister · Hans Moleman · Bleeding Gums Murphy · Apu Nahasapeemapetilon · Mayor Joe Quimby · Dr. Nick Riviera · Agnes Skinner · Cletus Spuckler · Squeaky Voiced Teen · Disco Stu · Moe Szyslak · Kirk Van Houten · Luann Van Houten · Chief Clancy Wiggum
Gary Chalmers · Rod en Todd Flanders · Jimbo Jones · Kearney · Edna Krabappel · Otto Mann · Nelson Muntz · Martin Prince · Seymour Skinner · Milhouse Van Houten · Ralph Wiggum · Groundskeeper Willie · andere studenten
Montgomery Burns · Carl Carlson · Lenny Leonard · Waylon Smithers
Itchy en Scratchy · Kent Brockman · Krusty de Clown · Troy McClure · Rainier Wolfcastle · Radioactive Man
Snake · Kang & Kodos · Sideshow Bob · Fat Tony
Treehouse of Horror
Bart vs. the World · Bart Simpson's Escape from Camp Deadly · The Simpsons Arcadespel · Bart vs. the Space Mutants · Bart's House of Weirdness ·Bart vs. The Juggernauts · Krusty's Fun House · Bartman Meets Radioactive Man · Bart's Nightmare · The Itchy and Scratchy Game · Virtual Bart · Bart and the Beanstalk · Itchy & Scratchy in Miniature Golf Madness · Cartoon Studio · Virtual Springfield · Night of the Living Treehouse of Horror · Bowling · Wrestling · Road Rage · Skateboarding · Hit & Run · The Simpsons Game · The Simpsons: Tapped Out
The Simpsons · The Simpsons Pinball Party
Strips: Simpsons Comics · Bart Simpson serie · Itchy & Scratchy Comics · Bart Simpson's Treehouse of Horror · Futurama/Simpsons Infinitely Secret Crossover Crisis
Tijdschrift: Simpsons Illustrated
Boeken: Bart Simpson's Guide to Life · Family Album · Library of Wisdom · Complete Guides · Planet Simpson · The Simpsons and Philosophy
Actiefiguurtjes: World of Springfield
The Simpsons Movie
Bankgrap ·
Canyonero · 
D'oh! · 
Duff Beer · 
Schoolbordgrap · 